# Rolando dè Capelluti
Rolando dè Capelluti, noto anche come Rolando Capelluti (Parma, 1430 circa – post 1480), è stato un medico italiano.
Figlio di Rinaldo, anch'egli medico, si attribuì l'appellativo Chrysopolitanus per distinguersi dal famoso chirurgo del XIII secolo e suo omonimo Rolando Capelluti, che egli riteneva il capostipite della sua famiglia. 
Dopo aver ottenuto il dottorato in medicina si iscrisse all'albo dei chirurghi del Collegio medico di Parma, esercitando poi la professione di medico a Parma e dintorni. Mostrò una preferenza per le terapie farmacologiche rispetto alla chirurgia. Oltre alla medicina coltivò interessi filosofici, definendosi spesso egli stesso un filosofo.
Durante l'epidemia di peste del 1468 il Capelluti non si trovava a Parma, ma appena seppe della gravità del contagio rientrò in città, dando il suo apporto per renderne meno gravi le conseguenze. Preparò diversi farmaci, alcuni da lui stesso elaborati, che si diceva fossero molto efficaci. In merito compose un trattato, conservato in due diverse versioni presso la Biblioteca Palatina di Parma. La prima è intitolata Tractatus brevis et pulcher de regimine pestis, e può essere considerata come una minuta del successivo Tractatus de curatione pestiferorum apostematum. Questa seconda redazione fu in seguito pubblicata varie volte, a partire da una prima edizione uscita a Roma intorno al 1475.
Scrisse anche ricette sparse, aforismi e proverbi relativi alla professione del medico, un breve trattato contenente nove precetti per la cura dell'otite, alcuni Philosophica problemata e un incompiuto Tractatus de dialectica secundum s. Isidorum extractus a suo De ethimologiis.
Si ignora l'anno della sua morte, ma con molta probabilità era ancora in vita nel 1480. In quell'anno un "Magister Rolandus Capellutus" entrò a far parte del Consiglio degli anziani della città di Parma, ma non è certo se fosse lui oppure un altro Rolando Capelluti di Parma, figlio di Dionigi Capelluti.